# Montuïri
Montuiri là một đô thị trên đảo Mallorca, thuộc quần đảo Baleares, Tây Ban Nha.

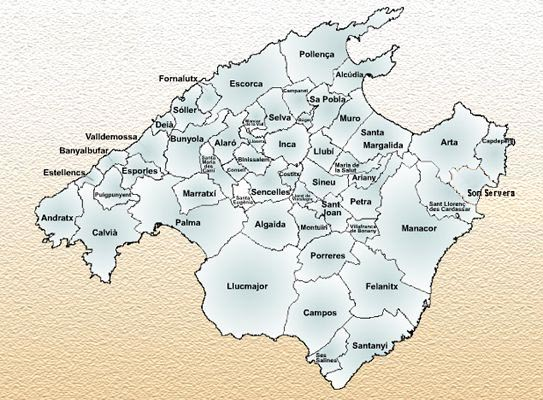

## Hình ảnh

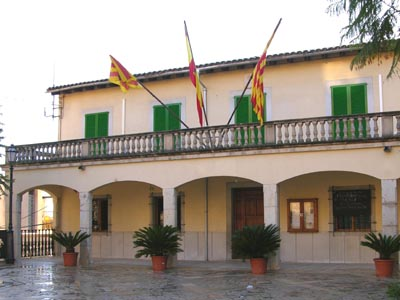
The Town Hall.
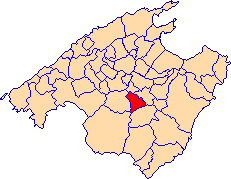
Map of Mallorca, Montuïri (red).
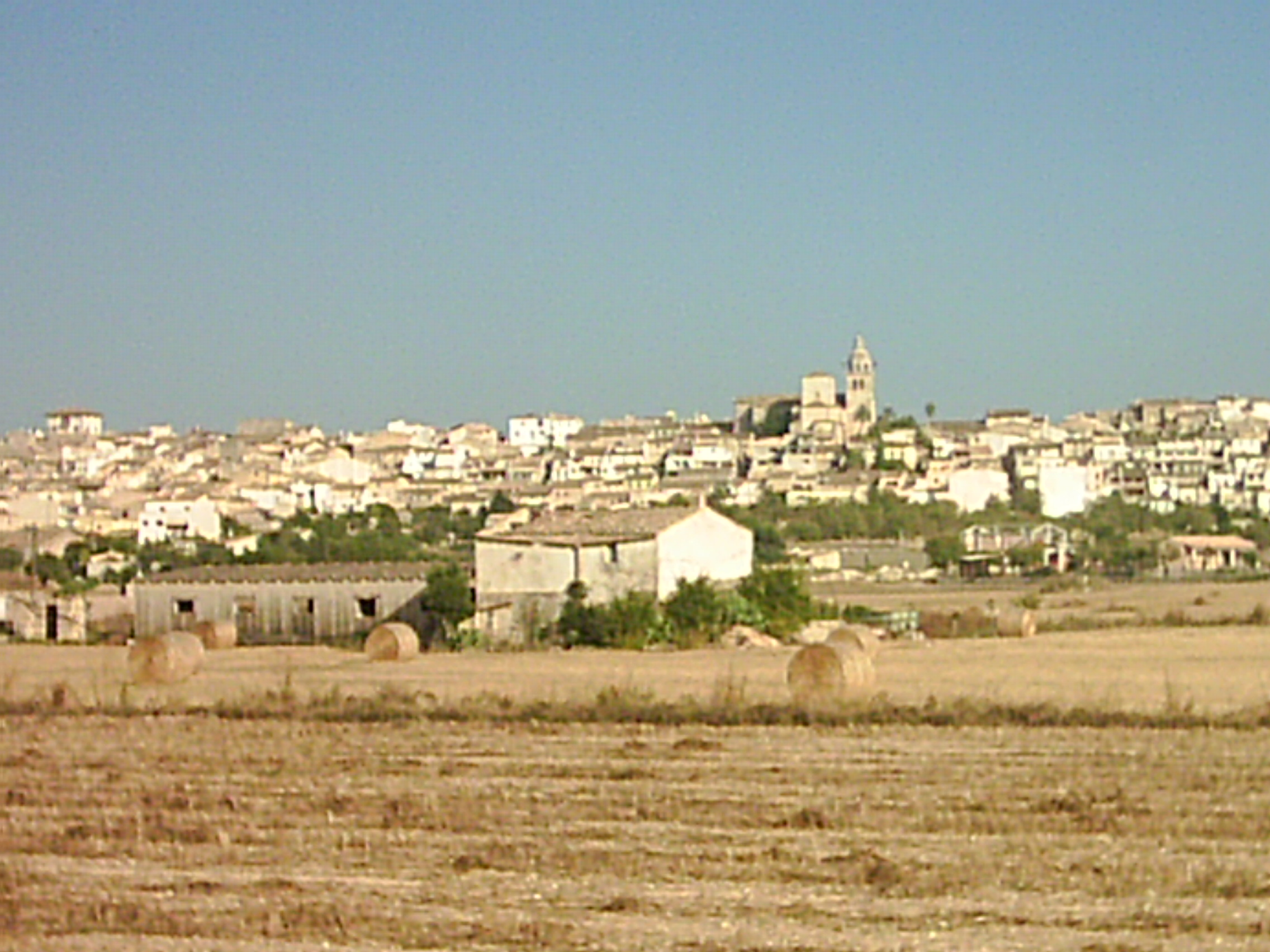
The Town on a hill.